# Bosnië en Herzegovina op de Olympische Zomerspelen 2020
Bosnië en Herzegovina nam deel aan de Olympische Zomerspelen 2020 gehouden in 2021 in Tokio, Japan. De selectie bestond uit zeven atleten, actief in vijf verschillende disciplines. De atleten wisten geen medailles te behalen.

## Atleten
Hieronder volgt een overzicht van de atleten die zich hebben verzekerd van deelname aan de Olympische Zomerspelen 2020.
| sport       | mannen | vrouwen | totaal |
| ----------- | ------ | ------- | ------ |
| Atletiek    | 2      | 0       | 2      |
| Judo        | 0      | 1       | 1      |
| Schietsport | 0      | 1       | 1      |
| Taekwondo   | 1      | 0       | 1      |
| Zwemmen     | 1      | 1       | 2      |
| totaal      | 4      | 3       | 7      |

## Sporten

### Atletiek
Mannen
Loopnummers
| atleet    | onderdeel | series  | series | kwartfinale | kwartfinale | halve finale | halve finale | finale  | finale |
| atleet    | onderdeel | tijd    | rang   | tijd        | rang        | tijd         | rang         | tijd    | rang   |
| --------- | --------- | ------- | ------ | ----------- | ----------- | ------------ | ------------ | ------- | ------ |
| Amel Tuka | 800 m     | 1.45,48 | 2 Q    | n.v.t.      | n.v.t.      | 1.44,53      | 2 Q          | 1.45,98 | 6      |

Technische nummers
| atleet      | onderdeel   | kwalificaties | kwalificaties | finale  | finale |
| atleet      | onderdeel   | afstand       | rang          | afstand | rang   |
| ----------- | ----------- | ------------- | ------------- | ------- | ------ |
| Mesud Pezer | kogelstoten | 21,33         | 2 Q           | 20,08   | 11     |

### Judo
Vrouwen
| atlete       | onderdeel | eerste ronde         | tweede ronde         | derde ronde          | kwartfinale          | halve finale         | herkansing           | finale / BM          | finale / BM    |
| atlete       | onderdeel | tegenstander uitslag | tegenstander uitslag | tegenstander uitslag | tegenstander uitslag | tegenstander uitslag | tegenstander uitslag | tegenstander uitslag | rang           |
| ------------ | --------- | -------------------- | -------------------- | -------------------- | -------------------- | -------------------- | -------------------- | -------------------- | -------------- |
| Larisa Cerić | +78 kg    | n.v.t.               | Marenco W 100-000    | Kindzerska V 000-102 | niet geplaatst       | niet geplaatst       | niet geplaatst       | niet geplaatst       | niet geplaatst |

### Schietsport
Vrouwen
| atlete            | onderdeel        | kwalificaties | kwalificaties | finale         | finale         |
| atlete            | onderdeel        | punten        | rang          | punten         | rang           |
| ----------------- | ---------------- | ------------- | ------------- | -------------- | -------------- |
| Tatjana Đekanović | 10 m luchtgeweer | 613,2         | 47            | niet geplaatst | niet geplaatst |

### Taekwondo
Mannen
| atleet       | onderdeel | eerste ronde         | kwartfinale          | halve finale         | herkansing           | finale / BM          | finale / BM |
| atleet       | onderdeel | tegenstander uitslag | tegenstander uitslag | tegenstander uitslag | tegenstander uitslag | tegenstander uitslag | rang        |
| ------------ | --------- | -------------------- | -------------------- | -------------------- | -------------------- | -------------------- | ----------- |
| Nedžad Husić | -68 kg    | Suzuki W 22-2        | Abow W 8-7           | Rashitov V 5-28      | bye                  | Reçber V 13-22       | 5           |

### Zwemmen
Mannen
| atleet         | onderdeel        | series | series | halve finale   | halve finale   | finale         | finale         |
| atleet         | onderdeel        | tijd   | rang   | tijd           | rang           | tijd           | rang           |
| -------------- | ---------------- | ------ | ------ | -------------- | -------------- | -------------- | -------------- |
| Emir Muratović | 50 m vrije slag  | 22,91  | 42     | niet geplaatst | niet geplaatst | niet geplaatst | niet geplaatst |
| Emir Muratović | 100 m vrije slag | 50,43  | 45     | niet geplaatst | niet geplaatst | niet geplaatst | niet geplaatst |

Vrouwen
| atlete     | onderdeel         | series | series | halve finale   | halve finale   | finale         | finale         |
| atlete     | onderdeel         | tijd   | rang   | tijd           | rang           | tijd           | rang           |
| ---------- | ----------------- | ------ | ------ | -------------- | -------------- | -------------- | -------------- |
| Lana Pudar | 100 m vlinderslag | 58,32  | 19     | niet geplaatst | niet geplaatst | niet geplaatst | niet geplaatst |